# Terra selvaggia (film 1941)
Terra selvaggia (Billy the Kid) è un remake a colori girato nel 1941 del film del 1930 con lo stesso nome . Il film presenta Robert Taylor panni di Billy the Kid e Brian Donlevy come una versione romanzata di Pat Garrett ribattezzata "Jim Sherwood" nel film. Diretto da David Miller e basato sul libro di Walter Noble Burns, il cast include anche Gene Lockhart e Lon Chaney Jr. Il film non fu accolto così bene come l'originale del 1930, Billy the Kid, che era stato interpretato da Johnny Mack Brown e Wallace Beery ed era stato girato con un processo widescreen sperimentale.

## Trama

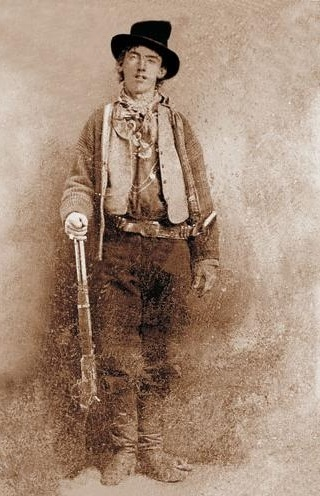
Il vero Billy the Kid in una foto d'epoca

L'anno è il 1880 e William Bonney è un giovane e famoso pistolero, noto come "Billy the Kid". A Lincoln, nel New Mexico, Billy aiuta il suo amico Pedro Gonzales a scappare dal carcere, dove era stato mandato dal meschino sceriffo Cass McAndrews.
Più tardi, Billy e Pedro tornano in un saloon da cui Pedro era stato cacciato precedentemente dalla gente del posto a causa della sua etnia. Un grosso allevatore di bestiame, Dan Hickey, riconosce Billy e lo assume per spaventare alcuni agricoltori affinché si uniscano agli affari di Hickey. Billy e il resto degli uomini di Hickey iniziano una fuga precipitosa tra il bestiame dei contadini, scatenando il caos. Un contadino viene ucciso e in seguito Billy si sentirà in colpa per quello che ha fatto. Proseguendo la fuga, Billy incontra uno dei suoi amici d'infanzia, Jim Sherwood, che lavora per un uomo di nome Eric Keating. Jim fa in modo che Billy e Pedro vengano a lavorare per l'onesto Keating invece del violento Hickey.
Al ranch di Keating, Billy incontra la bellissima sorella di Eric, Edith, e ne è subito attratto. Si trova a suo agio al ranch, fino a quando Pedro viene colpito alla schiena e ucciso da uno degli uomini di Hickey. Keating convince Billy a non vendicarsi, ma ad aspettare finché non avrà parlato con il Governatore a proposito della violenta situazione che c'è nella regione. Tuttavia, Keating non fa ritorno dalla sua visita al Governatore. Durante la festa di compleanno di Edith, il cavallo di Keating torna con la sella vuota. Billy decide di inseguire Hickey e i suoi uomini per farsi giustizia. Quando Hickey scopre che gli uomini di Keating sono venuti a prenderlo, cerca di fargli cambiare idea inviando loro un messaggero che, mentendo, dice loro che Keating è morto mentre cercava di fuggire dallo sceriffo. Gli uomini di Keating non accettano questa menzogna, quindi Hickey cerca di bloccarli con le trattative, mentre invia dei rinforzi.
Dopo aver parlato con Hickey, Jim sembra aver cambiato schieramento e dice allo sceriffo di rinchiudere Billy e un altro degli uomini di Keating, Tim Ward, sostenendo che è per la loro protezione, ma Billy non gli crede. Hickey cerca di far in modo che lo sceriffo spari a Billy per poi sostenere che stava cercando di scappare dalla prigione, ma Ward riesce a disarmare lo sceriffo. In seguito Billy spara a morte allo sceriffo, pensando che stia ancora cercando di ucciderli. Billy e Ward rintracciano gli uomini che hanno ucciso Keating e li uccidono uno per uno. Quando Jim e Hickey si rifanno vivi, Jim cerca di impedire a Billy di sparare a Hickey, ma quando Hickey fugge dalla scena, Billy gli spara alla schiena.
La storia termina con Billy che sfida il suo vecchio amico Jim, ma ora usa la mano destra per estrarre la pistola invece della sua solita sinistra che è molto più veloce. Jim riesce quindi ad estrarre prima e ad essere più veloce di Billy, uccidendolo. In seguito Jim si rende conto che Billy ha usato deliberatamente la mano destra e lo ha lasciato vincere.

## Musica
Ormond B. Ruthven e Albert Mannheimer scrissero la canzone "Viva La Vida" per il film.

## Produzione
Parti del film furono girate nella Monument Valley.

## Botteghino
Secondo i registri della MGM, il film incassò $ 1.518.000 negli Stati Uniti e in Canada e $ 914.000 altrove con un profitto di $ 41.000.